# Moxy II
Albums de Moxy
Moxy
(1975) Ridin' High
(1977)
Singles
1. Take It or Leave It
Sortie : 1976
2. Cause There's Another
Sortie : 1976

Moxy II est le deuxième album studio du groupe de hard rock canadien, Moxy. Il est sorti en 1976 sur les labels Polydor Records au Canada et Mercury Records aux États-Unis et a été produit par Jack Douglas et Edward Leonetti.

## Historique
Cet album fut enregistré en avril 1976 dans les studios Soundstage à Toronto, la ville natale des musiciens. Jack Douglas qui venait de produire Rocks, le quatrième album d'Aerosmith viendra donner un coup de main à la production de l'album. Il est le premier album du groupe sur lequel officie Buddy Caine, le deuxième guitariste qui avait rejoint le groupe après l'enregistrement du premier album. Si Tommy Bolin enregistra la plupart des solos du premier album, Earl Johnson put s'exprimer sur les solos de ce deuxième opus.
Il restera classé douze semaines dans les charts canadiens atteignant la 70e place. Les deux singles de promotion de l'album, "Take It or Leave It" et "'Cause There's Another" se classeront respectivement à la 55e place et à la 73e place des singles charts canadiens du magazine RPM.
Moxy tournera intensément au Canada avec un autre groupe canadien Triumph et aux États-Unis (principalement dans le sud et le Texas) pour promouvoir cet album. Il fera la première partie d'entre-autres Black Sabbath, Rainbow, Boston et Styx.
Les albums du groupe seront réédités à partir de 1994 lorsque Valerie Shearman, la veuve du chanteur "Buzz" Shearman, supervisa leur sortie en compact disc. Moxy II ressortira une première fois en 1995 sur le label Pacemakers Records, puis en 2003 sur le label Unidisc Music.

## Liste des titres
Face 1
| No | Titre                 | Auteur                          | Durée |
| -- | --------------------- | ------------------------------- | ----- |
| 1. | Cause There's Another | Buddy Caine, Buzz Shearman      | 3:45  |
| 2. | Take It or Leave It   | Caine, Shearman                 | 3:43  |
| 3. | Through the Storm     | Earl Johnson                    | 4:00  |
| 4. | One More Heartbreak   | Johnson                         | 2:38  |
| 5. | Slippin' Out          | Johnson, Terry Juric, Bill Wade | 4:02  |

Face 2
| No | Titre               | Auteur                       | Durée |
| -- | ------------------- | ---------------------------- | ----- |
| 6. | Midnight Flight     | Johnson                      | 3:30  |
| 7. | Change In My Life   | Caine, Shearman              | 4:30  |
| 8. | Tryin' Just for You | Caine, Shearman              | 4:30  |
| 9. | Wet Suit            | Caine, Shearman, Juric, Wade | 4:54  |

## Musiciens
- Buzz Shearman: chant
- Buddy Caine: guitare électrique et acoustique
- Earl Johnson: guitare électrique et slide
- Terry Juric: basse
- Bill Wade: batterie, percussions

avec
- The Wisconsin Kid: chœurs sur Wet Suite

## Charts
| Pays   | Durée du classement | Meilleur classement | Date             |
| ------ | ------------------- | ------------------- | ---------------- |
| Canada | 12 semaines         | 70e                 | 18 décembre 1976 |

Charts singles
| Single                | Chart           | Durée du classement | Position | Date             |
| --------------------- | --------------- | ------------------- | -------- | ---------------- |
| Take It or Leave It   | RPM Top Singles | 7 semaines          | 55e      | 18 décembre 1976 |
| Cause There's Another | RPM Top Singles | 10 semaines         | 73e      | 21 mai 1977      |